# Il cavaliere Sole
Il cavaliere Sole è un film documentario del 2008 diretto da Pasquale Scimeca.

## Trama
Il docufilm, tratto dal romanzo Il cavaliere Sole di Italo Calvino, è l'adattamento dell'opera teatrale di Franco Scaldati. Narra la storia di un ormai vecchio attore teatrale che decide di mettere in scena per l'ultima volta Il cavaliere Sole, e per questo motivo girerà in lungo e in largo la Sicilia alla ricerca dei vecchi attori della sua compagnia, alla quale se ne aggiungeranno anche di nuovi durante il cammino.

## Produzione
Il film è stato girato a Palermo, Aliminusa, Campofelice di Roccella, Castellana Sicula, Gangi, Vizzini, Niscemi.
Alla realizzazione del film hanno partecipato come stagisti 23 ragazzi del corso IFTS svoltosi a Termini Imerese "Tecnico Superiore della Comunicazione Audiovisiva e del Multimedia Televisivo e Cinematografico", i quali sono stati inseriti nei reparti.
Il film è stato in parte finanziato dalla Regione Siciliana.